# حفاز تسيغلر-ناتا

آلية زيجلر ناتا: البلمرة

حفاز تسيغلر-ناتا هو حفاز يستخدم في اصطناع وتحضير البوليميرات من الأوليفينات مثل بولي إيثيلين وبولي بروبيلين.
ينسب اسم هذا الحفاز إلى العالمين كارل تسيغلر وجوليو ناتا.
هناك نمطان من هذا الحفاز حسب نوع التحفيز إن كان متجانساً أو غير متجانس. يعتمد التحفيز غير المتجانس على استخدام مركب ألومنيوم عضوي مثل ثلاثي إيثيل الألومنيوم؛ وقد هيمن هذا النمط من حفازات تسيغلر-ناتا على صناعة البوليميرات في بداياتها. أما التحفيز المتجانس فيعتمد على معقدات تناسقية لفلزات عناصر المجموعة الرابعة مثل التيتانيوم والزركونيوم والهافنيوم. يستخدم ذلك النمط من الحفازات عادة مع حفاز مشترك من مركب ألومنيوم عضوي مثل ميثيل ألومينوكسان أو ميتالوسينات وكذلك بوجود ربيطات مختلفة متعددة السن.